# Roger Moreira
Roger Rocha Moreira (São Paulo, 12 de setembro de 1956) é um músico brasileiro, conhecido por ser o principal idealizador, compositor, guitarrista e vocalista da banda de rock Ultraje a Rigor, além de fazer parte do late-night talk show The Noite com Danilo Gentili.

## Biografia
Cursou o primeiro grau (primário e ginásio) no Liceu Pasteur e o segundo grau (colegial) no Colégio Objetivo. Na Universidade Presbiteriana Mackenzie, cursou até o terceiro ano de Arquitetura, porém, é formado em Língua inglesa pela Universidade de Michigan, nos Estados Unidos e frequentou o Conservatório Dramático e Musical, o Conservatório Musical Brooklin Paulista, o Clam e a Fundação das Artes de São Caetano do Sul, tendo habilidade com a guitarra e a flauta.
Morou em San Francisco, no estado da Califórnia, por um ano e meio, entre 1979 e 1980 e em uma entrevista concedida em 2007, à Rede Canção Nova, Roger afirmou que aprendeu a ler sozinho, aos três anos de idade, que era um bom aluno e que os colegas o excluíam do convívio. Entretanto, ele afirma que ser considerado um superdotado não mudou a sua personalidade, muito menos fez com que ele se tornasse uma pessoa amarga. Além disso, os testes vocacionais feitos por ele na juventude indicavam o caminho da música. Entretanto, para agradar os pais, ele iniciou a faculdade de arquitetura.
Não viaja de avião, pois tem muito medo e para seus deslocamentos, ele recorre do auxílio do ônibus. Conhecido como torcedor fanático do São Paulo Futebol Clube, Roger faz questão de tocar em alguns shows o hino do seu time favorito em versão rock'n'roll. Na música Pelado, durante a apresentação do Acústico MTV 2005, ele inseriu entre os refrões a expressão entusiasmada: "Tricolor!". Roger é membro da Mensa International. Em 1999, Roger recebeu um convite para posar nu para a revista G Magazine e quando questionado, afirma que nunca teve nada contra o nudismo.
Trabalhou com o Ultraje a Rigor no programa Agora É Tarde, apresentado por Danilo Gentili, na Band. Com a ida de Gentili para o SBT no final de 2013, a banda acompanhou o elenco do "The Noite".

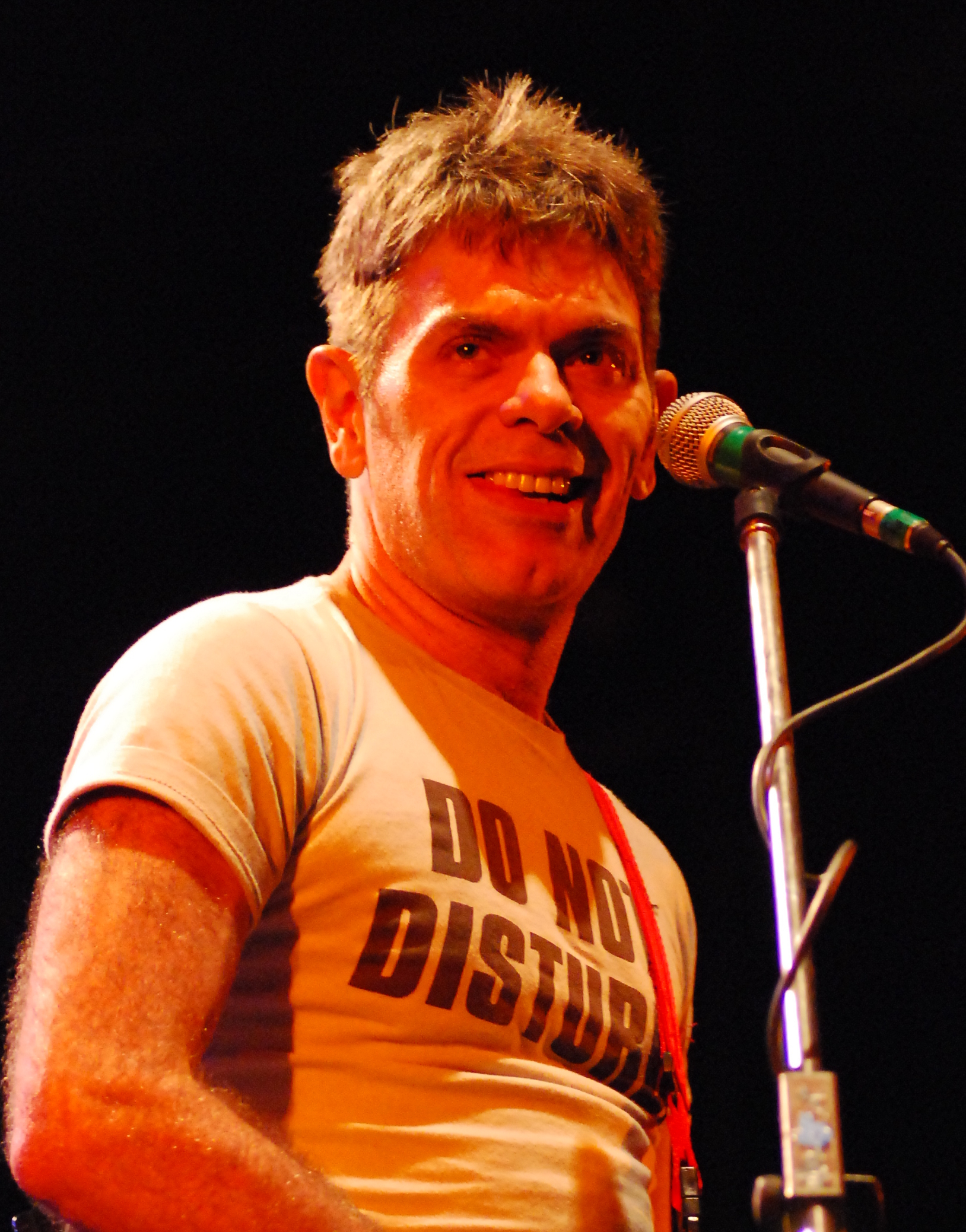
Roger em 2008

### Música
No ano de 1993, produziu o Canções para Ninar terceiro álbum dos Garotos Podres. Em 1999, Participou da faixa Bárbara contida no álbum Los Hermanos, disco de estréia da banda carioca. Em 2009, Roger gravou dueto em uma canção ("Ô Tio") no CD Tudo que Me Vem na Cabeça da cantora e apresentadora mirim Maisa. Em fevereiro de 2011, a faixa foi lançada como o sexto single do álbum da garota. Em 2012, o Ultraje a Rigor e a banda de rock Raimundos lançaram o álbum O Embate do Século: Ultraje a Rigor vs. Raimundos, no qual uma banda tocou sete músicas da outra e vice-versa.

### Polêmicas
Em 2011, no festival SWU, o Ultraje brincou com Chris Cornell, pois ele se parecia com um dos roadies. Na mudança de cronograma de apresentações, ocorrida devido às fortes chuvas, as equipes de Peter Gabriel e do Ultraje a Rigor brigaram nos bastidores, pois a produção do músico inglês não permitiu a entrada da banda brasileira e agrediu um dos irmãos de Roger. O público presente no show ao ver a briga pensou que a contenda era com a equipe de Chris Cornell e não com Peter Gabriel, devido a brincadeira que Roger tinha feito com o roadie momentos antes. Posteriormente, Peter Gabriel pediu desculpas a Roger pelos transtornos ocorridos. Em seguida, Roger desculpou-se com Chris Cornell.
Em julho de 2012, numa declaração dada no Facebook, o humorista Bruno Mazzeo soltou a seguinte declaração: "No Dia do Rock fico pensando no Ultraje a Rigor, uma das bandas preferidas da minha juventude, vivendo um fim de carreira dramático". Roger, respondeu as declarações do ator usando as redes sociais afirmando "Ele não reage bem, mesmo sendo humorista. Ele deveria rever seus conceitos, agir melhor com as críticas. Meu nome está escrito de maneira indelével na história da música desse país. O seu, se você tiver sorte, pode um dia ser mais do que uma nota na história de Chico Anysio". Roger declara ainda em entrevista que: "Está vendo como está virando moda as pessoas virem se desculpar comigo?" em referência ao fato de Sergio Serra ter lhe pedido desculpas por desavenças no mesmo período.
Em outubro de 2015, Roger foi criticado por ironizar uma campanha feminista que incentivava mulheres a relatarem seus casos de #PrimeiroAssédio. O músico afirmou: "Acho que eu tinha uns 10 anos. Uma empregada me deixou pegar nos peitos dela. Foi bom pra c*****". Confrontado por alguns internautas que afirmaram que "assédio é violência sexual e isso não tem graça", Roger respondeu: "Tem sim, se vc fosse homem, saberia".
Em 7 de novembro de 2020, Roger "denunciou" uma aglomeração em meio a pandemia de COVID-19 realizado por Caetano Veloso e Tico Santa Cruz em apoio a candidatura de Guilherme Boulos (PSOL). Roger tuitou "Eles se merecem RT @oiIuiz: Aglomeração não pode, mas depende". A tal aglomeração, no entanto, era virtual, causando reação e piadas no Twitter. Tico Santa Cruz respondeu a Caetano: “Roger tá gaga”, que perdeu a compostura e declarou "Vai tomar no cu, Tico. Cuida da sua ‘carreira’".

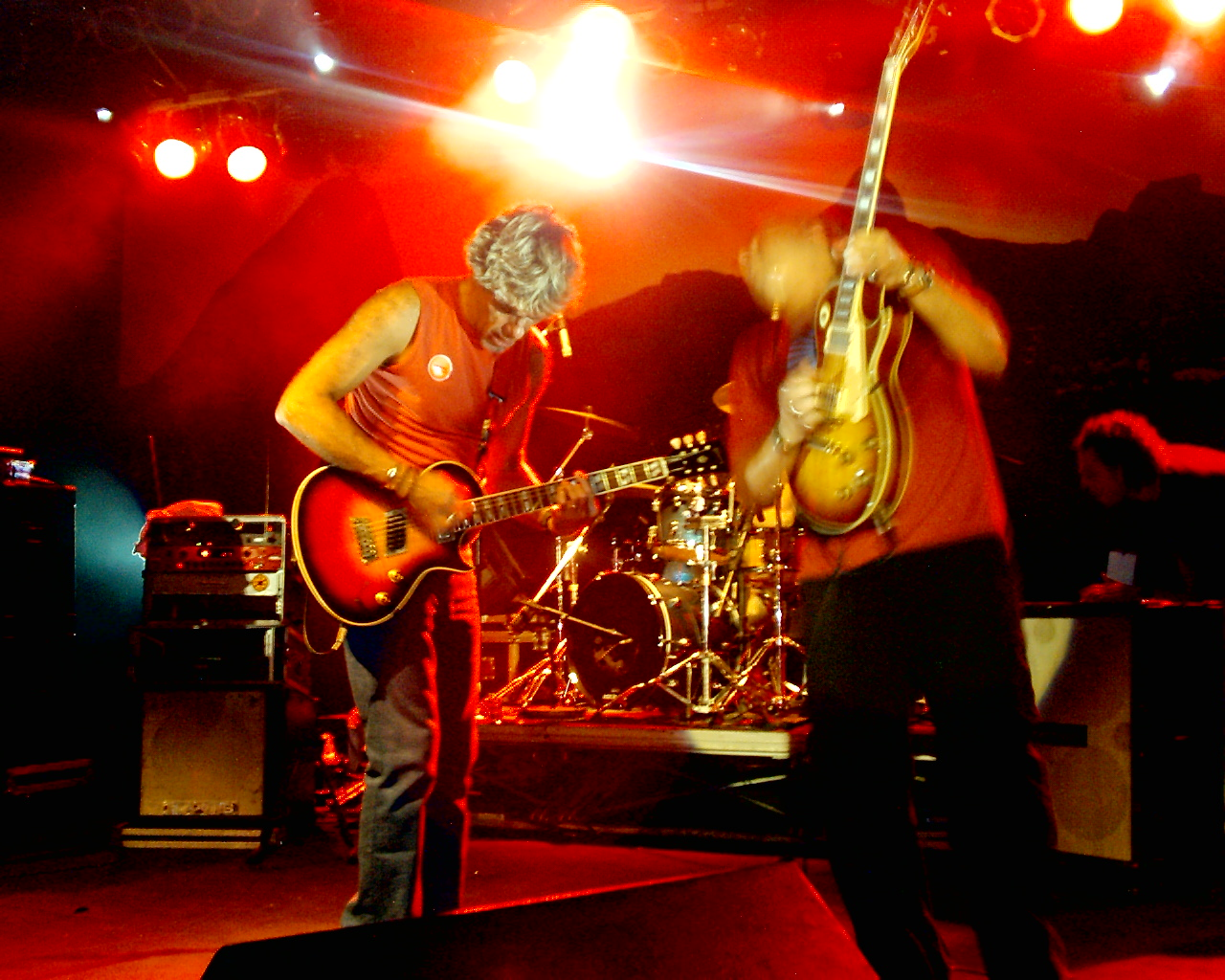
Roger durante show com o Ultraje a Rigor em 2003

### Cinema
Em 1985 atuou no filme Areias Escaldantes, um musical brasileiro.

## Jogos

### Dublador de Battlefield Hardline
Roger foi escolhido como dublador oficial do jogo de ação Battlefield Hardline, com seu lançamento oficial em 17 de março de 2015, devido à entonação grave de sua voz, a qual ficaria melhor ajustada à voz do protagonista Nicholas Mendoza.